# 石島八重
石島 八重（いしじま やえ、生没年不詳）は明治時代の東京の地本問屋である。

## 来歴
新庄堂と号す。明治期に東京府日本橋区通3丁目1番地において地本問屋を営業している。歌川治明、豊原国周、小国政の錦絵を出版している。

## 作品
- 歌川治明 「上野不忍大競馬之図」 大判3枚続 明治18年
- 豊原国周 「婦女礼式図会」 大判3枚続 明治22年
- 小国政 「成歓之敵塁へ我兵躍入之図」  大判3枚続 明治27年